# Krantor (Danzig)

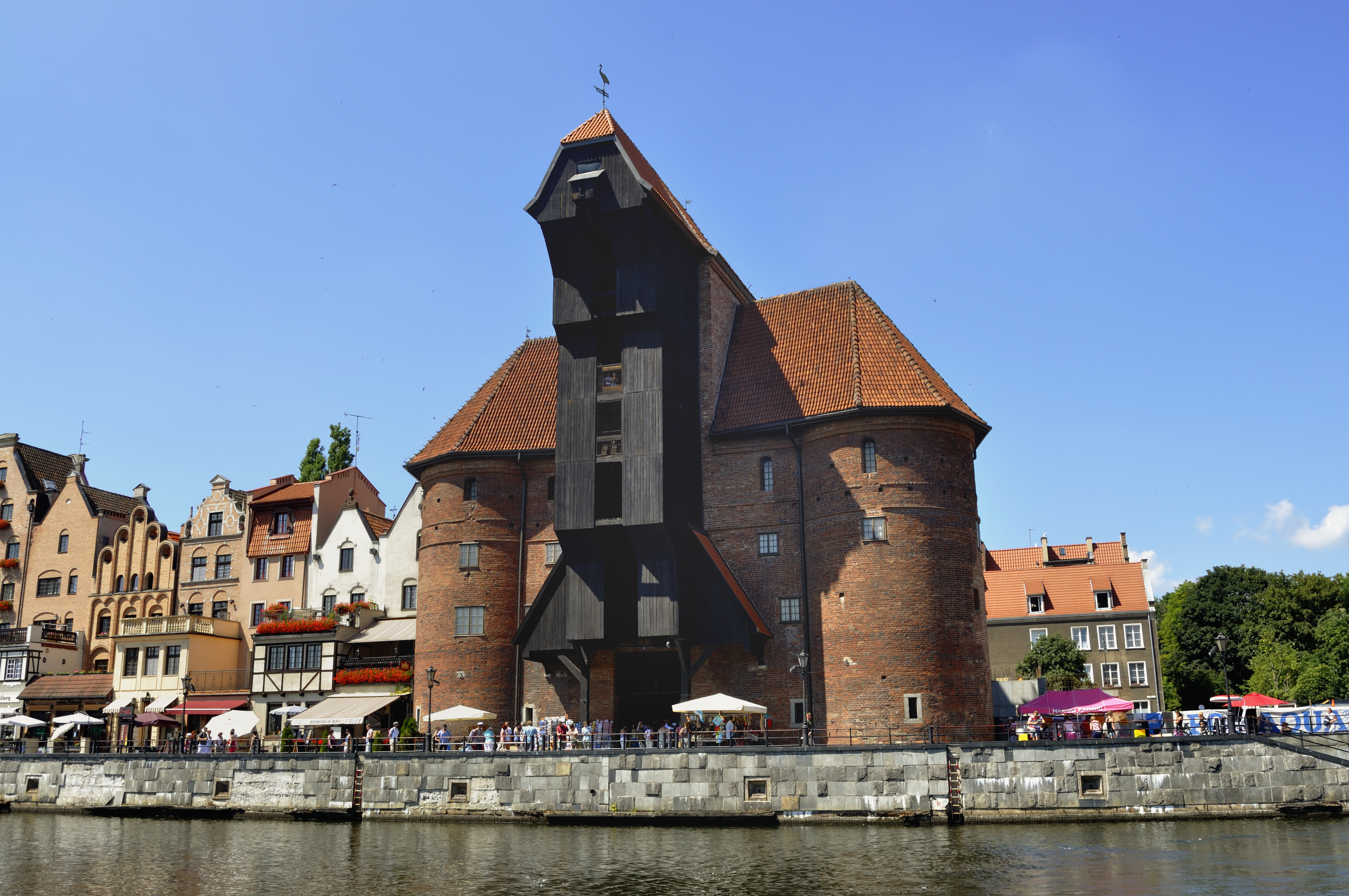
Krantor, über den Fluss gesehen

Das Krantor (polnisch Brama Żuraw – Kran(ich)tor oder kurz Żuraw – Kran) ist ein Stadttor in Danzig aus Backstein und Holz mit einer doppelten Kranfunktion. Es ist das bekannteste Wahrzeichen der Stadt.

## Geschichte
Bereits in der zweiten Hälfte des 14. Jahrhunderts (1363) wurde ein doppelturmiger Torvorgängerbau mit Holzkonstruktion errichtet, der die Rechtstadt zum Fluss Mottlau abschloss und bereits als Hebewerk (Werktor, pol. brama warowna) des Flusshafens fungierte und 1367 als caranum in einem lateinischen Text Erwähnung fand. Durch einen Brand um 1442 großteils zerstört, wurde es 1442–1444 neu errichtet und erhielt seine heute bekannte Gestalt.
Im Jahr 1945, als fast die gesamte Altstadt Danzigs in Schutt und Asche gelegt wurde, brannte auch die hölzerne Konstruktion des Krantors ab und die steinernen Elemente wurden stark beschädigt. Nach dem Zweiten Weltkrieg wurde das Gebäude nach Plänen von Stanisław Bobiński 1957–1959 rekonstruiert und dient seit dem 20. Juli 1962 als Teil des Nationalen Maritimen Museums. Mit dem Trierer Alten Krahnen von 1413 gehört das Krantor zu den ältesten ehemaligen Hebeeinrichtungen dieser Art im deutschsprachigen Raum.

## Beschreibung

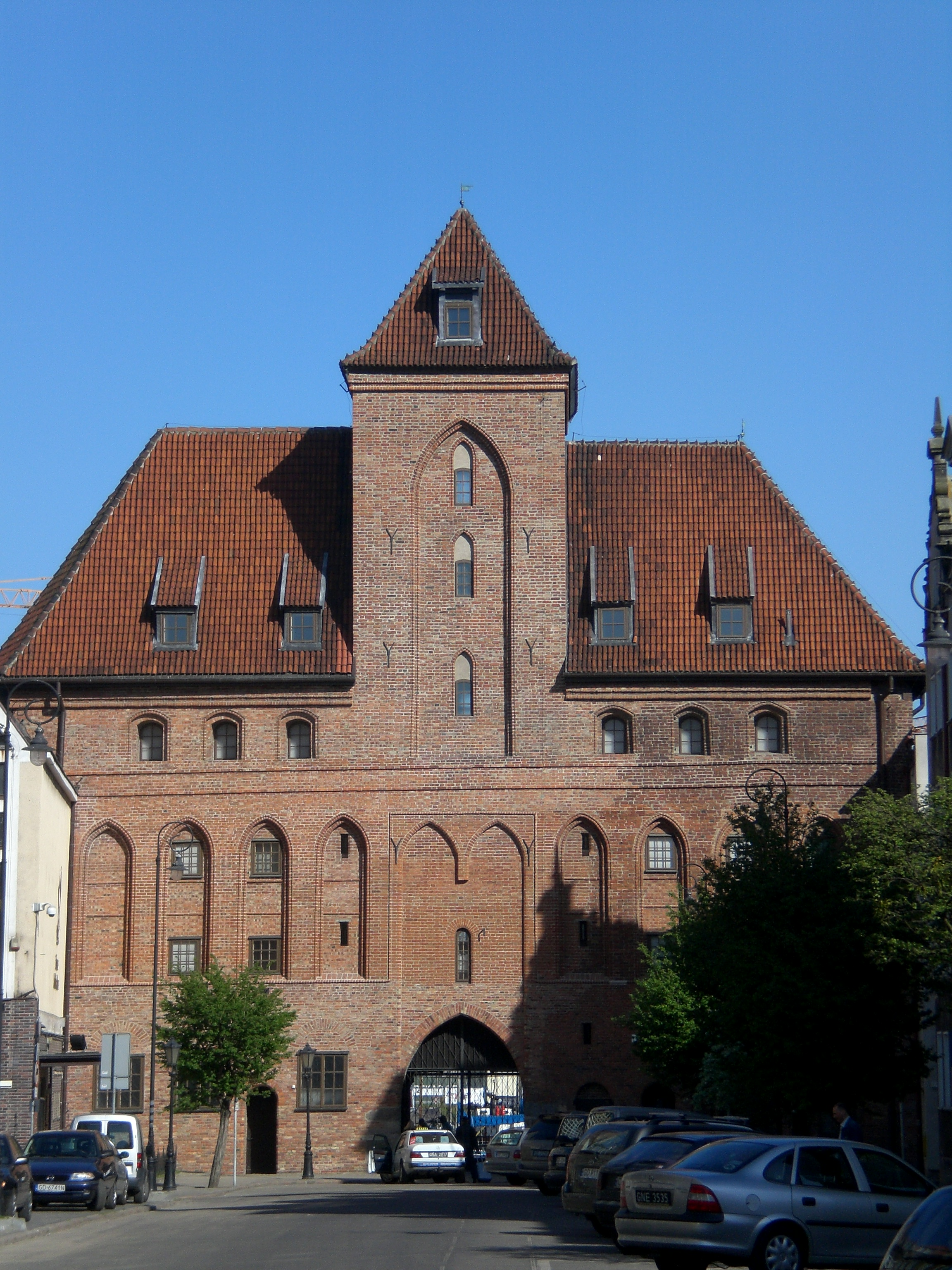
Rückseite des Krantors

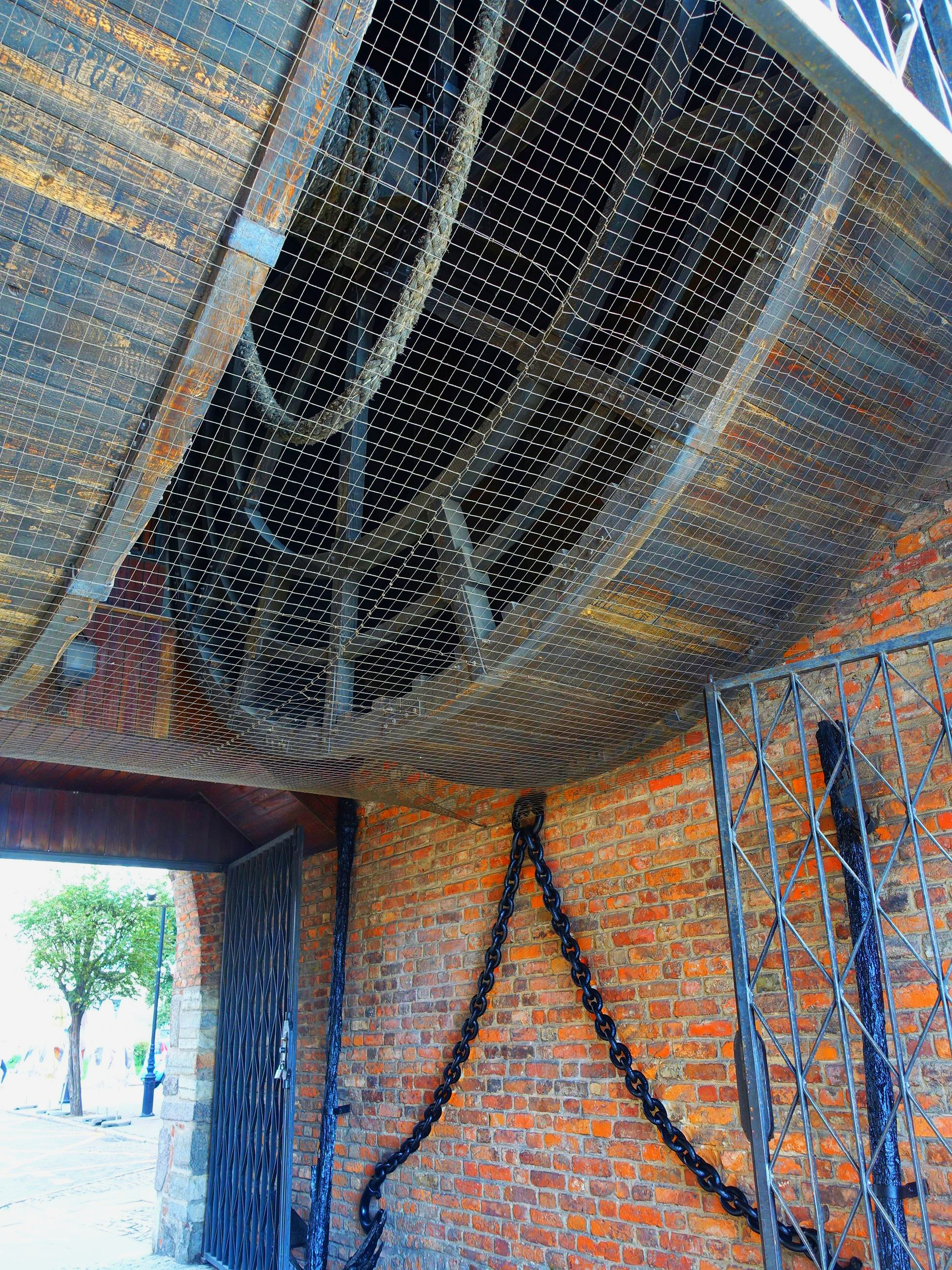
Tretradpaar mit Seilwinde

Das Krantor in Danzig wurde im Stil der Backsteingotik als Doppelhalbrundturmtor mit steilen, Ziegel gedeckten Dächern unmittelbar am Mottlauhafen errichtet. Der 31 m hohe Mittelbau überragt die Flankentürme deutlich (24,5 m). Die flache Stadtseite schmücken je vier, über den ersten und zweiten Stock reichende blinde Spitzbogenfenster beiderseits des Toreingangs, deren Nischeninnenfläche um ca. 60 cm eingerückt ist und deren beide inneren Bögen je zwei quadratische Fenster der genannten Etagen aufweisen. Zur Hafenseite hin beschützte es die Stadt und diente zugleich als Ladeeinrichtung.
Der hölzerne Vorbau im Mittelteil des Tores oberhalb der hafenseitigen Torpassage ist als Doppelhebewerk über sechs Stockwerke ausgelegt. Das Innere des steinernen Mittelbaus beherbergt zwei Paar Treträder mit dem größten Durchmesser von 6,5 m aller bekannten Tretradkräne. Die Tretradachse des unteren Krans ist im ersten Stock (in 6 m Höhe etwas oberhalb des Bodens) in die Mittelbauwände eingelassen, so dass die Räder bis in die darunter liegende Torpassage reichen. Die ca. 10 cm starke geschlagene Hanfleine (Trosse) läuft von der zwischen den Rädern befindlichen Seilwinde (Tretradachse) durch zwei Luken in den dritten Stock, wird dort von einer in einem Holzrahmen am Boden eingelassenen Umlenkrolle aufgenommen und zur Kranrolle an der Außenseite sowie von dort nach unten zum einfachen Haken ohne Rolle geführt, dessen Anschlag in ca. 11 m Höhe liegt.
Das obere Tretradpaar ist im fünften Stock in 20 m Höhe in gleicher Weise eingebaut. Seine Kranleine läuft durch eine Öffnung in den sechsten Stock (Dachboden), wird dort über eine ähnlich montierte Umlenkrolle nach vorne zu den beiden hintereinander liegenden Kranrollen nach unten zur losen Rolle mit Haken geführt. Sein Ende ist unter diesen Rollen in rund 27 m Höhe am Krangebälk angeschlagen. Mit dem oberen Kran konnten Lasten von bis zu vier Tonnen per Lastseil gehoben werden. Die einzelnen Stockwerke sind über Leitern und Luken erreichbar. Vier und mehr Windenknechte (meist Gefangene) setzten die Treträder der Hebevorrichtung in Gang. Die Waren ließen sich so um 11 m und 27 m anheben, wodurch auch Schiffsmasten eingesetzt werden konnten.
Die beiden Tretradpaare sind jeweils auf einen Achsbalken mit 0,60 m Kantenlänge montiert. Das Segment zwischen den Rädern dient der Seilaufnahme, weswegen seine Kanten dort gerundet sind. Die Treträder besitzen jeweils acht Speichen pro Seite, die zu je zwei im Winkel von 45° und dahinter tangential (180°) an den Achsseiten befestigt sind. Zwei umlaufende Holzkränze, zwischen Achse und dem äußeren Tretradbodenkranz auf den Speichen befestigt, dienen als Handlauf. Dabei liegen die Holzkränze des unteren Tretradpaares enger beieinander als die des oberen Radpaares. Diese tangentiale Speichenmontage ist wenig verbreitet. Die meisten heute noch existierenden Treträder haben eine eher radiale Speichenmontage. Vier auf jede Seite des Achsbalken mittig angeschlagene Speichenstreben in Raddurchmesser bilden dabei eine Art Doppelkreuz. Von diesen vier Doppelspeichen (acht Speichen) werden dann zur Auffüllung der vier rechtwinkligen Räume zwischen ihnen je zwei kürzere Speichen symmetrisch zum Radrand (Tretboden) angeschlagen (16 Speichen: Alter Krahnen in Andernach, Alter Kranen in Marktbreit, frühere Tretkräne in Frankfurt u. a.) bzw. je zwei über ein Querholz (16 Speichen: Treträder im Gmünder Münster und im Nordturm der Frauenkirche München) oder je eine (12 Speichen: Stockholmer Kanonenkran).
Das Dach des wiedererrichteten Krantores, dessen vorderer Giebel im Unterschied zu dem des alten Tores abgewalmt ist, schmückt dort seit 1993 ein Kranich (polnisch: żuraw) als Wetterfahne mit dem Zusatz AD 1993. Bis ins 19. Jahrhundert zeigte auch eine Wetterfahne die Windrichtung an.
Auf den 5-Gulden-Münzen der Freien Stadt Danzig von 1932 ist das Krantor abgebildet.